# Pedreira

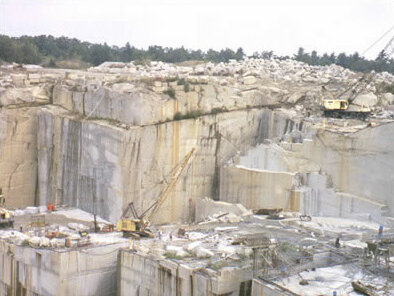
Uma pedreira de rocha ornamental

Uma pedreira é um tipo de mineração a céu aberto de onde rochas ou minerais são extraídos.  As pedreiras são usadas para extrair materiais de construção, tais como pedras decorativas.  As pedreiras são geralmente menos profundas do que outros tipos de minas a céu aberto.
O impacto visual das pedreiras é habitualmente grande. Noutros casos, como o da imagem da pedreira da Serra dos Candeeiros próximo de Rio Maior passa despercebido, já que ainda se encontra rodeado por montanhas. As poeiras causadas pela extracção de pedra podem ser significativas assim como a erosão causada no solo.
Por vezes, a rocha granítica explorada apresenta-se em bolas de grande tamanho, ocorrentes à superfície do maciço. É possível a obtenção de grandes blocos, ao que se segue a sua serragem para posterior comercialização.

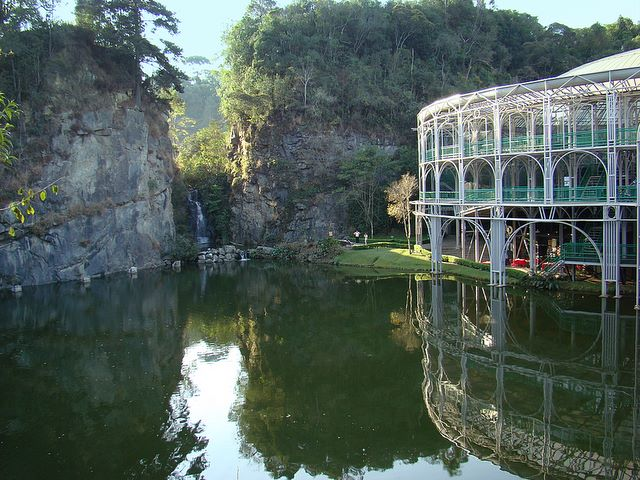
A Ópera de Arame, em Curitiba (Brasil) é um exemplo de reaproveitamento de uma pedreira desativada.

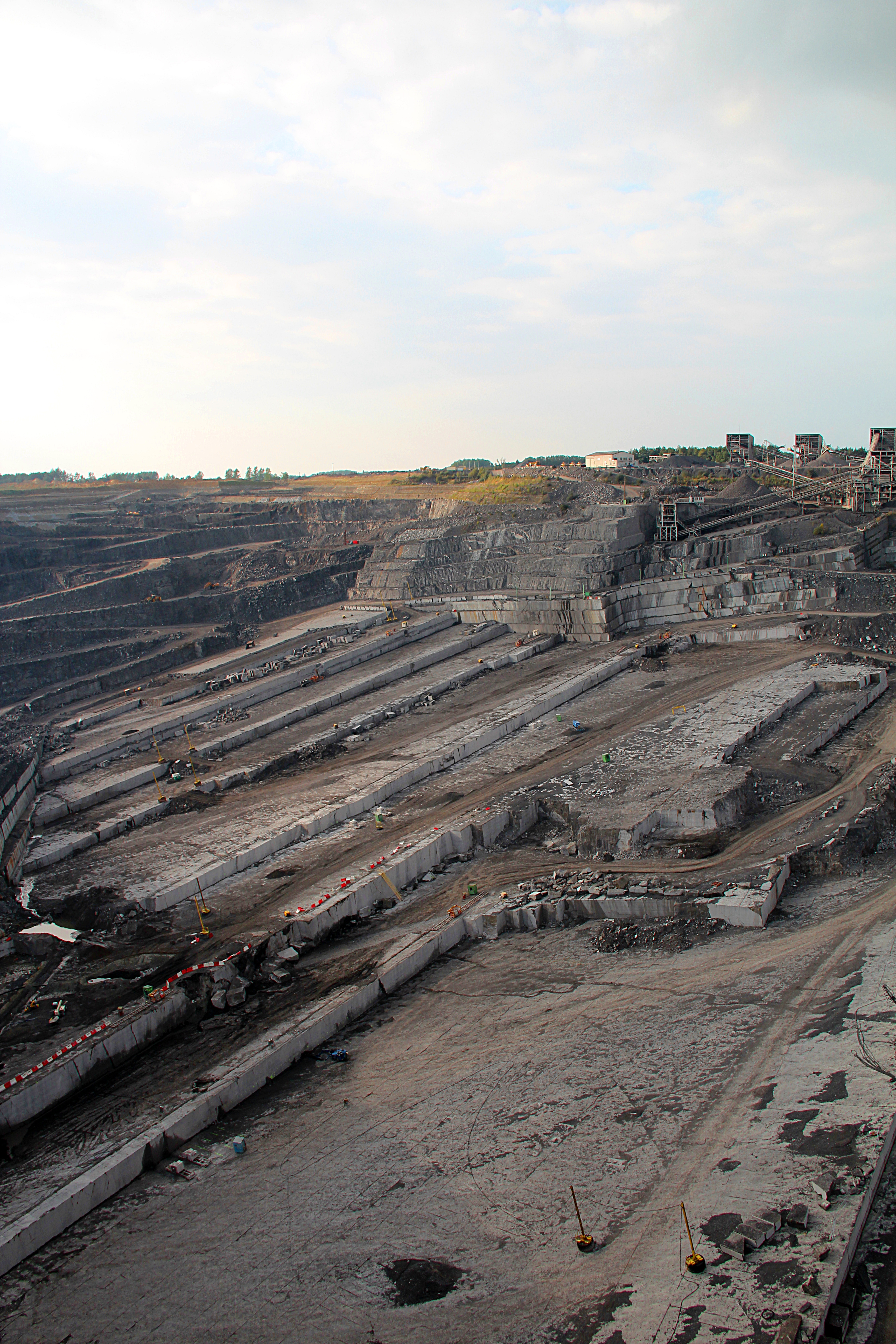
Pedreiras em Soignies, Hainaut, Bélgica.

As pedreiras em áreas niveladas têm frequentemente problemas de drenagem. A pedreira de coquina na imagem à direita está escavada a mais de vinte metros abaixo do nível de mar.
Muitas pedreiras enchem-se com água para se tornarem lagoas ou pequenos lagos após o abandono para finalidades de mineração. Outras são transformadas em aterro sanitário. Porém há casos onde o lugar passa a ter utilidade comercial ou turística, como no Parque das Pedreiras em Curitiba, Paraná, que abriga a um imenso local para espetáculos a céu aberto (a Pedreira Paulo Leminski) e um teatro (a Ópera de Arame), ou como no hotel de luxo que está sendo construído nos arredores de Xangai, China.
Tipos de rochas extraídas das pedreiras incluem:
- Ardósia
- Arenito
- Basalto
- Calcário
- Coquina
- Mármore
- Granito